# Zrodila se hvězda (Simpsonovi)
Zrodila se hvězda (v anglickém originále A Star Is Burns) je 18. díl 6. řady (celkem 121.) amerického animovaného seriálu Simpsonovi. Scénář napsal Ken Keeler a díl režírovala Susie Dietterová. V USA měl premiéru dne 5. března 1995 na stanici Fox Broadcasting Company a v Česku byl poprvé vysílán 2. září 1997 na stanici ČT1.

## Děj
V reakci na to, že Springfield byl vyhlášen nejméně kulturním městem ve Spojených státech, se koná městská schůze, na níž se rozhodne o dalším postupu. Marge navrhne, aby se ve Springfieldu konal filmový festival, na němž by se promítaly filmy natočené obyvateli města. Marge se stane předsedkyní poroty festivalu a pozve newyorského filmového kritika Jaye Shermana jako zvláštního hosta. Jayova přítomnost vyvolává v Homerovi pocit nedostatečnosti, a tak přesvědčí Marge, aby ho do poroty zařadila. 
Filmový festival začíná a mnoho obyvatel městečka, včetně pana Burnse a Hanse Krtkovice, přihlásí své filmy. Účastníky festivalu dojme zejména umělecký introspektivní film Barneyho Gumblea o alkoholismu s názvem Pukahontas, který Marge a Jay předpovídají jako konečného vítěze. Burnsův film, který režíruje mexický protějšek Stevena Spielberga, jenž není členem odborů, Seňor Spielbergo, se jmenuje A Burns for All Seasons a je velkorozpočtovým pastišem slavných hollywoodských produkcí, který ho má oslavovat; film je diváky odmítnut. Pan Burns podplatí dva z porotců, Šášu Krustyho a starostu Quimbyho, aby pro něj hlasovali, což vede k patové situaci. Homer, kterému zbývá rozhodující hlas, nadšeně hlasuje pro Hansův film s příznačným názvem Muž, kterého trefí fotbalový míč, ale Marge a Jay ho přesvědčí, aby si to rozmyslel, a vítězem je vyhlášen film Pukahontas. Barney prohlásí, že ho vítězství inspirovalo k tomu, aby přestal pít, ale na svůj slib okamžitě zapomene, když Quimby odhalí, že jeho výhrou je doživotní zásoba piva Duff. 
Sherman se chystá vrátit do New Yorku a Simpsonovi mu poděkují za pomoc při zajištění úspěchu festivalu. Marge naznačuje, že pan Burns dostal lekci, že nelze podplatit každého. V rozporu s jejím tvrzením přihlásí film A Burns for All Seasons na Oscara; díky tomu, že podplatil všechny v Hollywoodu, je nominován na Oscara za nejlepší herecký výkon. Na slavnostním ceremoniálu je za vítěze vyhlášen George C. Scott, a to na základě jeho výkonu v remaku filmu Muž, kterého trefí fotbalový míč, což Burnse ještě více rozzlobí.

## Produkce
Kritik byl krátký animovaný seriál, který se točil kolem života filmového kritika Jaye Shermana. Vytvořili ho Al Jean a Mike Reiss, kteří předtím psali scénáře pro Simpsonovy, ale po čtvrté řadě odešli, a vedoucím producentem byl James L. Brooks. V roli Jaye Shermana se představil Jon Lovitz, který předtím hostoval v několika epizodách Simpsonových, a objevily se v něm také hlasy stálých dabérů Simpsonových Nancy Cartwrightové, Doris Grauové a Russi Taylorové. Poprvé byl seriál vysílán na stanici ABC v lednu 1994 a kritika jej přijala kladně, u diváků se však seriál neujal a po šesti týdnech byl stažen. Vrátil se v červnu 1994 a dokončil vysílání své původní série.
Pro druhou řadu seriálu Kritik uzavřel James L. Brooks dohodu s televizní stanicí Fox, že seriál přejde na jinou stanici. Epizodu navrhl Brooks, který chtěl crossover, který by pomohl uvést seriál Kritik na Fox, a myslel si, že uspořádání filmového festivalu ve Springfieldu by bylo dobrým způsobem, jak Shermana představit. Poté, co Brooks epizodu navrhl, napsal scénář Ken Keeler. Ačkoli David Mirkin byl vedoucím producentem po většinu 6. řady, epizodu produkovali Al Jean a Mike Reiss. Vzhled Jaye Shermana byl upraven: zežloutl a dostal předkus.
Epizoda obsahuje metaodkaz na to, že se jedná o crossoverovou epizodu, v rozhovoru Barta se Shermanem. Tento vtip napsal Al Jean.
Vedle Jona Lovitze v epizodě hostuje Maurice LaMarche, stálý dabér seriálu Kritik, který namluvil hlas George C. Scotta a také říhajícího Jaye Shermana. Phil Hartman se také krátce objeví jako herec připomínající Charltona Hestona, který ztvárnil Judu Ben-Hura ve filmu pana Burnse. Hlášku Rainiera Wolfcastla „Při bližším pohledu jsou to mokasíny.“ vyřkl Dan Castellaneta, který postavě dočasně propůjčoval hlas. Později ji znovu nahrál Wolfcastlův obvyklý dabér Harry Shearer.

## Kulturní odkazy
Při představování pana Burnse zazní píseň „The Imperial March“ z filmu Star Wars: Epizoda V – Impérium vrací úder. Píseň, kterou v úvodu epizody hrají Rappin' Rabbis, je parodií na „U Can't Touch This“ od MC Hammera. Úvod Barneyho filmu je odkazem na vyprávění Úžasňáka Criswella ve filmu Plan 9 from Outer Space. Barneyho film obsahuje odkazy na film Koyaanisqatsi a hudbu k němu, kterou složil Philip Glass.

## Přijetí

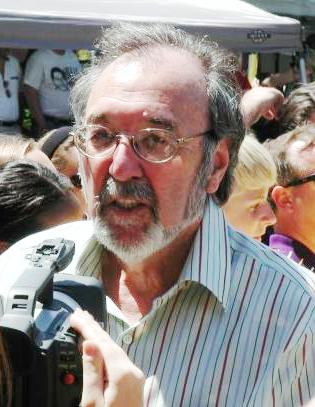
James L. Brooks, 2007

### Kritika
Autoři knihy I Can't Believe It's a Bigger and Better Updated Unofficial Simpsons Guide, Warren Martyn a Adrian Wood, napsali: „Jay Sherman zde možná ještě více než v Kritikovi dokazuje, proč tento seriál selhal. Je příliš nedokonalý na to, aby byl sympatický.“ Dodali, že „Barneyho film je velkolepý, ale je snadné pochopit, proč Homer chce, aby zvítězil Hans Krtkovic“.
Adam Finley z TV Squad napsal: „Epizoda – i když mě jako celek nezaujala – má momenty, které jsou stále velmi simpsonovské a stále velmi vtipné. Jayovo vystoupení však na vše vrhá stín, který má tendenci zanechat v mých ústech špatnou chuť.“.
Todd Gilchrist z IGN zařadil Barneyho film mezi nejlepší momenty 6. řady Simpsonových. Server IGN zároveň zařadil Jona Lovitze na osmé místo nejlepších hostujících hvězd v historii seriálu.

### Sledovanost
V původním vysílání skončil díl na 57. místě ve sledovanosti v týdnu od 27. února do 5. března 1995 a byl třetím nejlépe hodnoceným pořadem na stanici Fox v tomto týdnu, předstihly jej pouze Melrose Place a Beverly Hills 90210. Seriál Kritik, který měl na stanici Fox premiéru hned po této epizodě, skončil na 64. místě. Dne 12. března 2002 byla epizoda vydána ve Spojených státech na kolekci DVD s názvem The Simpsons Film Festival spolu s epizodou 11. řady Cáklý Max jedna, dílem 4. řady Bartův trest a epizodou 7. série Dvaadvacet krátkých filmů o Springfieldu.

### Kontroverze
Matt Groening, tvůrce seriálu Simpsonovi, se k epizodě při jejím prvním vydání vyjádřil kriticky. Měl pocit, že crossover je třicetiminutovou reklamou, a obvinil z toho Jamese L. Brookse a označil ho za pokus získat pozornost pro jeden ze svých neúspěšných seriálů. Poté, co se mu nepodařilo dosáhnout stažení dílu, rozhodl se krátce před odvysíláním epizody zveřejnit své obavy. Jako důvod uvedl, že doufal, že si to Brooks rozmyslí a epizodu stáhne, a že „v několika novinách po celé zemi se začaly objevovat články, že (Groening) vytvořil Kritika“. Groening nechal odstranit své jméno z titulků dílu.
Brooks v reakci na to řekl: „Jsem na Matta naštvaný, chodí za každým, kdo nosí oblek ve Foxu, a stěžuje si na to. Když vyslovil své obavy, jak vtáhnout Kritika do vesmíru Simpsonových, měl pravdu a my jsme s jeho změnami souhlasili. Jistě, má právo na svůj názor, ale pouštět to veřejně do tisku, to už zachází příliš daleko. (…) Je to nadaný, rozkošný a roztomilý nevděčník. Ale jeho chování je právě teď prohnilé.“.
Al Jean a Mike Reiss, tvůrci seriálu Kritik, dříve pracovali na Simpsonových a byli vedoucími producenty 3. a 4. řady. Brooks řekl: „Al a Mike byli dva chlapi, kteří na tomhle seriálu léta pracovali od srdce, zůstávali vzhůru do čtyř do rána, aby to bylo správně. Jde o to, že Mattovo jméno bylo na Mikeových a Alových scénářích a on si připsal spoustu zásluh za jejich skvělou práci. Ve skutečnosti je přímým příjemcem jejich práce. Kritik je jejich výstřel a on by jim měl poskytnout svou podporu.“. Reiss prohlásil, že ho Groeningovo jednání „trochu rozrušilo“ a že „to všechno na poslední chvíli zkalilo. (…) Na téhle epizodě není napsáno ‚Sledujte Kritika‘.“ Jean dodal: „Na tom všem mi vadí, že teď lidé mohou nabýt dojmu, že tato epizoda Simpsonových je méně než dobrá. Stojí sama o sobě, i kdyby Kritik nikdy neexistoval.“.
Groening byl kritizován za to, že své stížnosti zveřejnil. Ray Richmond z Los Angeles Daily News napsal: „Kdo má pravdu? No, Groening má pravděpodobně pravdu, když soudí, že jde o problém integrity. Jde o poměrně nevkusnou propagaci, která je obecně pod úroveň Simpsonových. Ale je také pravda, že zveřejněním takovéto výtky se dosáhne jen málo. Stačilo by klidně vymazat jeho jméno z titulků. (…) Obdivuji, že se ten člověk postavil za svá tvůrčí práva. Ale zpochybňuji způsob, jakým to udělal.“.
V důsledku toho Groening chyběl v komentáři k epizodě na DVD boxsetu The Complete Sixth Season.

### Odkaz
Nakonec měl seriál Kritik krátkou životnost, před svým zrušením bylo na stanici Fox odvysíláno 10 dílů. Celkem bylo vyrobeno pouze 23 epizod a krátce se seriál vrátil v roce 2000 s 10 internetovými díly. Od té doby si seriál získal kultovní oblibu díky reprízám na Comedy Central a vydání kompletní série na DVD.
Jay Sherman se od té doby stal zřídka se opakující postavou v seriálu Simpsonovi, objevil se v mluvících rolích v dílech Hurikán Ned a Hádej, kdo přijde na večeři.